# Kenter Automobilbau
Die C. Kenter Automobilbau AG war ein deutscher Automobilhersteller aus Berlin-Charlottenburg, der zwischen 1924 und 1925 in seinem Werk in Leisnig Automobile herstellte. Werk und Konstruktion waren von der Komet Autofabrik übernommen worden.
Der Zweisitzer wurde mit einem Steudel-Motor mit 4/14 PS angetrieben. Dazu kam ein 5/18-PS-Wagen mit vier Sitzplätzen, der einen Motor von Atos hatte.